# Julius Landsberger (Rabbiner, 1821)
Julius Landsberger (geboren am 4. November 1821 in Skronskau bei Landsberg O.S.; gestorben am 5. Februar 1894 in Köthen, Anhalt) war ein schlesischer Rabbiner.

## Leben
Julius Landsberger war der Sohn von Daniel und Marianna Landsberger. Landsberger besuchte mit sieben Jahren die Schule in Krakau, mit fünfzehn Jahren kam er an das Gymnasium in Oppeln. 
Ab 1853 war er Prediger in Hirschberg. Im Jahr 1856 legte er dieses Amt nieder und begann ein Studium an der Friedrich-Wilhelms-Universität in Berlin. Am 3. April 1860 wurde er mit einer mathematischen Dissertation zum Thema Über die Reduction von Integralen, welche unter dem Integrationszeichen eine willkührliche Funktion enthalten an der Universität Jena promoviert.
Anschließend ging er zurück nach Berlin und war dort als Prediger beim Synagogenverein Adass Jeschurun tätig. Gleichzeitig war er Dirigent (Vorsteher) der Friedrichstädtischen israelitischen Religionsschule. Zudem arbeitete er als Religionslehrer am Köllnischen Gymnasium und an der Victoria-Schule.
Von Juli 1878 bis 1882 war Landsberger Rabbiner in Lublinitz in Oberschlesien.
Landsberger war seit 19. Juli 1853 mit der aus Köthen stammenden Agnes Herzberg verheiratet. Aus der Ehe gingen fünf Töchter und vier Söhne hervor, darunter der Journalist und Schriftsteller Hugo Landsberger (Pseudonym Hans Land; 1861–1939).

## Schriften
- Das Menschenherz, ein Tempel Gottes. Chanukka-Predigt. Hirschberg 1855.
- Entweihet Israels Heiligthümer nicht! Confirmationsrede, gehalten am 2. Juni 1861 in der Hauptsynagoge zu Berlin. W. J. Peiser, Berlin 1861.
- Religion und Liebe. Ein kleiner Katechismus für die israelitische Jugend zunächst für seine Schüler. W. J. Peiser, Berlin 1861. (2. Auflage, Berlin 1876)
- Wählet das Leben! Confirmationsrede, gehalten am 14. September 1862 in der Hauptsynagoge zu Berlin. W. J. Peiser, Berlin 1862.
- Die Mackabäer Israel’s und die Befreier Schleswig-Holsteins. Rede, gehalten zur Feier des jüdischen Weihefestes in Berlin am Abend des 24. Dec. 1864. W. J. Peiser, Berlin 1864.
- An die Hörner des Altars. Confirmationsrede. W. J. Peiser, Berlin 1873.